# Grönland parlamentje
| Kormányoldal (17) Siumut (11) Demokrata Párt (4) Szolidaritás (2) |
| Ellenzék (14) Inuit Ataqatigiit (11) Partii Naleraq (3)           |

Grönland parlamentje (grönlandiul Kalaallit Nunaanni Inatsisartut, dánul Grønlands Landsting) az ország egykamarás, 31 tagú törvényhozó testülete. A grönlandi parlamentet 1979. május 1-jén hozták létre, jogkörei azóta folyamatosan bővültek.

## Választások 1979 óta

### 2014-es választások
2014. november 28-án előrehozott parlamenti választásokat tartottak Grönlandon, miután a miniszterelnök, Aleqa Hammond sikkasztási botrányba keveredett, így le kellett mondania. A választásokon Kim Kielsen, a megtépázott hírnevű Siumut párt jelöltje nyerte a szavazatok 42,8 százalékával, így a Siumut 3 helyet elbukott.
| Párt                                | Szavazat | %    | Helyek | +/– |
| ----------------------------------- | -------- | ---- | ------ | --- |
| Siumut                              | 10,102   | 34.6 | 11     | –3  |
| Inuit Ataqatigiit                   | 9,776    | 33.5 | 11     | 0   |
| Democrats                           | 3,468    | 11.9 | 4      | +2  |
| Partii Naleraq                      | 3,423    | 11.7 | 3      | Új  |
| Solidarity                          | 1,919    | 6.6  | 2      | 0   |
| Inuit Party                         | 477      | 1.6  | 0      | –2  |
| Független jelöltek                  | 22       | 0.1  | 0      | 0   |
| Egyéb pártok                        | 301      | –    | –      | –   |
| Összes szavazat                     | 29,488   | 100  | 31     | 0   |
| Összes választásra jogosult személy | 40,424   | 72.9 | –      | –   |
| Forrás: Valg                        |          |      |        |     |

## A parlament elnökeinek listája
| Név                                            | Kormányzás ideje | Párt              |
| ---------------------------------------------- | ---------------- | ----------------- |
| Jonathan Motzfeldt (egyben miniszterelnöke is) | 1979–1988        | Siumut            |
| Lars Chemnitz                                  | 1988–1991        | Atassut           |
| Bendt Frederiksen                              | 1991–1995        | Siumut            |
| Knud Sørensen                                  | 1995–1997        | Atassut           |
| Anders Andreassen                              | 1997–1999        | Siumut            |
| Ole Lynge                                      | 1999–2001        | Inuit Ataqatigiit |
| Daniel Skifte                                  | 2001–2003        | Atassut           |
| Jonathan Motzfeldt                             | 2003–2008        | Siumut            |
| Ruth Heilmann                                  | 2008–2009        | Siumut            |
| Josef Motzfeldt                                | 2009–2013        | Inuit Ataqatigiit |
| Lars Emil Johansen                             | 2013–hivatalban  | Siumut            |

## Fordítás
Ez a szócikk részben vagy egészben  a   Parliament of Greenland című angol Wikipédia-szócikk fordításán alapul.  Az eredeti cikk szerkesztőit annak laptörténete sorolja fel. Ez a jelzés csupán a megfogalmazás eredetét és a szerzői jogokat jelzi, nem szolgál a cikkben szereplő információk forrásmegjelöléseként.